# Ткаченко, Владимир Андреевич
Владимир Андреевич Ткаченко (8 июня 1917, Вьязовец, Волынская губерния — 1 ноября 1997, Москва) — командир орудия 823-го артиллерийского полка 301-й стрелковой Сталинской ордена Суворова 2-й степени дивизии 9-го Краснознамённого стрелкового корпуса 5-й ударной армией 1-го Белорусского фронта, старшина — на момент представления к награждению орденом Славы 1-й степени.

## Биография
Родился 8 июня 1917 года в селе Вязовец Червоноармейского района Житомирской области Украины в крестьянской семье. Украинец. Образование 7 классов. Трудился в колхозе.
В Красной Армии с 1937 году. В боях Великой Отечественной войны с декабря 1941 года. Член ВКПКПСС с 1942 года.
Командир орудия 823-го артиллерийского полка старшина Владимир Ткаченко вместе с расчётом 20 августа 1944 при прорыве обороны противника у села Киркаешты Бендерского района Молдавии, подавил два пулемёта, противотанковое орудие и уничтожил свыше десять пехотинцев.
25 августа 1944 близ села Мешково Котовского района Молдавии прямой наводкой поразил две вражеские гаубицы и истребил свыше десяти солдат.
Приказом по 310-й стрелковой дивизии от 4 сентября 1944 года за мужуство и отвагу проявленные в боях старшина Ткаченко Владимир Андреевич награждён орденом Славы 3-й степени.
2 февраля 1945 года командир орудия 823-го артиллерийского полка старшина Владимир Ткаченко преодолел с бойцами реку Одер у населённого пункта Ортвиг и успешно отбивал контратаки противника, который при поддержке танков и артиллерии пытался вернуть утраченные позиции.
4 февраля 1945 года старшина Владимир Ткаченко подавил три пулемётные точки, вывел из строя танк и много живой силы врага.
Приказом по 5-й ударной армии от 29 марта 1945 года за мужуство и отвагу проявленные в боях старшина Ткаченко Владимир Андреевич награждён орденом Славы 2-й степени.
16 апреля 1945 года в бою в районе железнодорожной станции «Вербиг» населённый пункт Нойлангзов, расположенный в четырёх километрах северо-восточнее германского города Зелов, командир орудия 823-го артиллерийского полка старшина Владимир Ткаченко метким огнём подавил три дзота, поразил свыше десяти противников.
25 апреля 1945 года в уличных боях в столице Германии Берлине подавил несколько пулемётных точек, сжёг два штурмовых орудия, вывел из строя танк и до отделения пехоты.
Указом Президиума Верховного Совета СССР от 15 мая 1946 года за образцовое выполнение заданий командования в боях с немецко-вражескими захватчиками старшина Ткаченко Владимир Андреевич награждён орденом Славы 1-й степени, став полным кавалером ордена Славы.
В 1947 году старшина В. А. Ткаченко демобилизован. Жил в Москве. Умер 1 ноября 1997 года. Похоронен на Митинском кладбище в Москве.

## Награды
Награждён орденами Отечественной войны 1-й степени, Славы 1-й, 2-й, 3-й степеней, медалями.